# Alsógörbed
Alsógörbed románul: Crivina, falu Romániában, a Bánságban, Temes megyében.

## Fekvése
Lugostól délkeletre, Nadrágtól nyugatra, a Temesbe ömlő Nadrág folyó völgyében fekvő település.

## Története
Alsógörbed, Krivina nevét 1444-ben említette először oklevél Kriuina néven, mint Zsidóvár 42. tartozékát, később 1464-ben Mátyás király a várat és tartozékait, köztük Krivinát is Dengelegi Pongrác Jánosnak és Andrásnak adományozta.
1470-ben Krivina, 1603-ban Krivina-Baba, 1717-ben Kribina, 1808-ban Krivina, 1913-ban Alsógörbed néven volt említve.
A 18. század elején Jósika családé, a 19. század közepéig pedig kincstári birtok, utána a
csanádi püspök, majd a Nadrági Vasgyár tulajdona volt.
A trianoni békeszerződés előtt Krassó-Szörény vármegye Temesi járásához tartozott.
1910-ben 510 lakosából 4 magyar, 501 román volt. Ebből 6 görögkatolikus, 497 görög keleti ortodox volt.

## Források

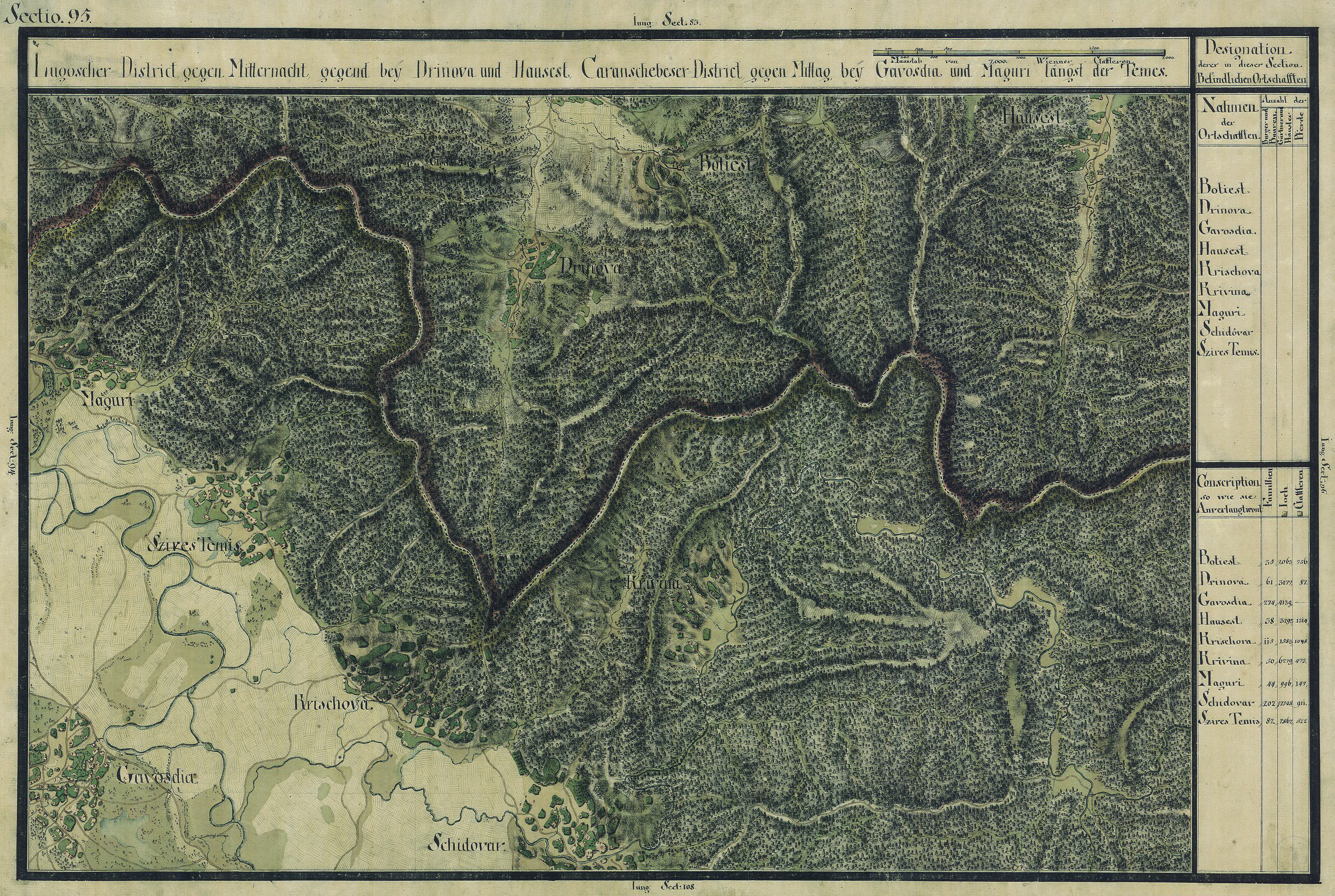
Alsógörbed egy régi térképen